# معرض الترفيه الإلكتروني 2018
معرض الترفيه الإلكتروني 2018 (بالإنجليزية: Electronic Entertainment Expo 2018)‏ ويختصر بE3 2018 هو المعرض الرابع والعشرون من معارض الترفيه الإلكتروني وسوف يعقد في 12 يونيو 2018 إلى 14 يونيو.